# Gebhard von Colomb
Pour les articles homonymes, voir Colomb.
Otto Gebhard von Colomb (né le 12 décembre 1815 à Berlin et mort le 1er septembre 1891 à Heidelberg) est un lieutenant général prussien.

## Biographie

### Origine
Gebhard est le fils du général de cavalerie prussien Peter von Colomb (1775-1854) et de sa première épouse Wilhelmine Luise, née Stosch (1784-1822). Son frère Enno (1812-1886) et son demi-frère Karl (1831-1911) deviennent également lieutenants généraux prussiens.

### Carrière militaire
Colomb étudie aux lycées de Berlin et de Neisse. Après avoir obtenu son diplôme, il rejoint le bataillon de tirailleurs de la Garde (de) de l'armée prussienne en tant que carabinier le 19 mai 1835 et est promu sous-lieutenant à la mi-août 1837. De février 1839 à fin août 1840, il est affacté à la 8e brigade d'artillerie et commande la fabrique de fusils de Potsdam d'octobre 1841 à fin mars 1842. Le 8 octobre 1846, il est nommé adjudant au commandement général du 5e corps d'armée. Lors de la répression du soulèvement polonais dans le grand-duché de Posen, Colomb participe à la bataille de Xions en 1848. Le 8 juillet 1848, il est relevé de son commandement, participe à la campagne contre le Danemark et fin novembre 1848 arrive en tant que premier lieutenant au 5e bataillon de chasseurs à pied (de). L'année suivante, Colomb participe à la bataille de Ladenburg et au siège de Rastatt (de) lors de la répression de la révolution badoise.
Le 13 juillet 1852, il est promu capitaine et nommé commandant de compagnie le 9 mars 1853. Du 14 juin au 25 juillet 1859, il travaille comme commandant d'étape à Bamberg. Le 13 novembre 1859, il est transféré au 39e régiment de fusiliers. Promu major, Colomb est d'abord envoyé le 1er juillet 1860 au 57e régiment d'infanterie et le 16 décembre 1862 est transféré comme commandant du bataillon de fusiliers au 7e régiment de grenadiers. Cela est suivi par sa nomination au poste de commandant du 4e bataillon de chasseurs à pied le 21 avril 1864. À ce poste, il est promu lieutenant-colonel à la mi-juin 1865 et reçoit l'Ordre de la Couronne de 3e classe le 23 septembre 1869.
Pendant la guerre austro-prussienne, Colomb combat à Liebenau, Münchengrätz et Sadowa en 1866. Pour cela, il reçoit l'ordre de l'Aigle rouge de 3e classe le 20 septembre 1866 avec épées. De plus, le 30 octobre 1866, il est transféré à Wiesbaden en tant que commandant du 80e régiment d'infanterie nouvellement créé et promu colonel le 31 décembre 1866 avec un brevet daté du 30 octobre 1866.
Pendant la guerre contre la France, Colomb dirige son régiment près de Wissembourg et lors de la bataille de Frœschwiller-Wœrth, il est blessé d'une balle dans la jambe droite. Récompensé de la croix de fer de 2e classe après le traité de paix, il est nommé commandant de la 37 brigade d'infanterie le 20 juin 1871, avec un poste à la suite dans son régiment et promu major général à la mi-août 1871. Le 19 septembre 1874, il reçoit l'ordre de l'Aigle rouge de 2e classe avec feuilles de chêne et épées sur l'anneau. En accord avec sa demande de départ, Colomb est mis en disposition le 6 juillet 1875 avec le caractère de lieutenant général et pension. Il meurt célibataire à Heidelberg le 1er septembre 1891.